# Club d'animes
Un club d'anime désigne une organisation destinée à promouvoir l'animation japonaise.

## Démographie
Ces club sont tenus généralement par des fans pour promouvoir les animes.